# Scott Pruett
Scott Donald Pruett (Roseville, 24 marzo 1960) è un ex pilota automobilistico statunitense che ha gareggiato in svariati campionati nordamericani, tra cui NASCAR, CART, IMSA, Trans-Am e Grand-Am, vincendo cinque volte la 24 ore di Daytona, una 24 ore di Le Mans nel 2001, cinque Grand-Am (2004, 2008, 2010, 2011, 2012), due campionati IMSA GTO (1986, 1988), tre edizioni della Trans-Am Series (1987, 1994, 2003) e un campionato IMSA GT Endurance (1986).

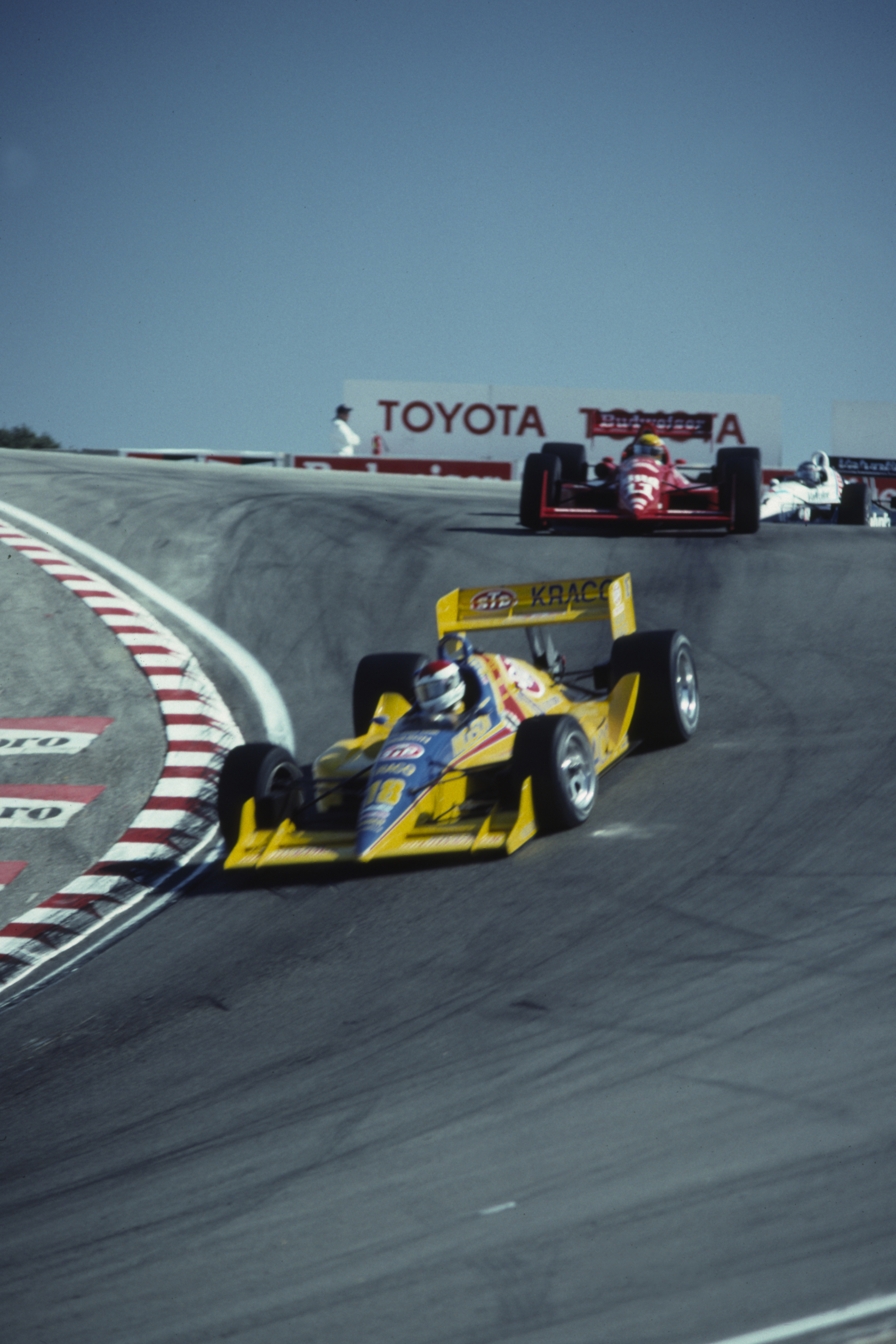
Bobby Rahal e Scott Pruett a Laguna Seca nel 1991

Pruett ha iniziato a correre sui go kart all'età di 8 anni, vincendo 10 campionati di kart da professionista. Negli anni '80 sono arrivate le prime vittorie di livello, con la vincita di due campionati IMSA GTO e tre campionati Trans-Am Series.
Negli anni '90, dal 1988 al 1999 ha preso parte alla serie CART, partecipando a 45 gare e ottenendo due vittorie, cinque pole e 15 podi. Durante i test pre-stagionali nel 1990, è stato coinvolto in un grave incidente sul circuito di West Palm Beach Fairgrounds in Florida, dove si è ferito gravemente a entrambe le gambe.
Nel 1994 ha vinto il campionato Trans-Am Series; l'anno seguente ha vinto la Michigan 500.
Successivamente dopo alcune gare in Champ Car e nella NASCAR è tornato al campionato Trans-Am Series vincendo l'edizione 2003.

## Palmarès
- Vincitore della Grand-Am Daytona Prototype Champion: 2004, 2008, 2010, 2011, 2012.
- Vincitore della 24 Ore di Daytona: 1994, 2007, 2008, 2011, 2013
- Vincitore alla Indianapolis 500 del premio Rookie of the Year: 1989.
- Vincitore della 24 Ore di Le Mans: 2001.
- Vincitore della 12 Ore di Sebring: 1986, 2014

## Riconoscimenti
- Motorsports Hall of Fame of America 2017[4]